# Poa atropidiformis var. atropidiformis
Poa atropidiformis var. atropidiformis là một phân loài cỏ trong họ hòa thảo, thuộc chi poa.